# Schloss Mosigkau

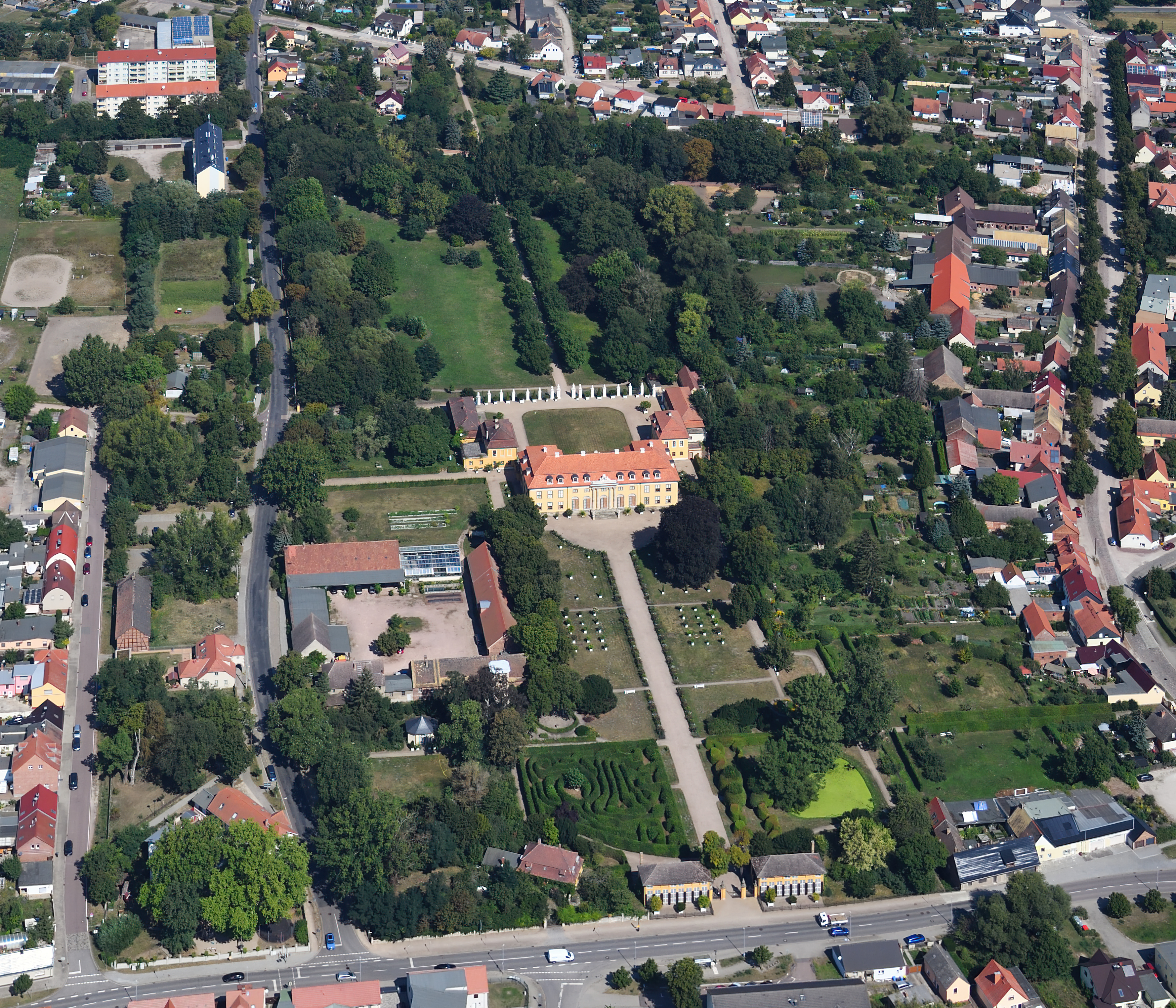
Schloss Mosigkau und sein Park aus der Luft gesehen

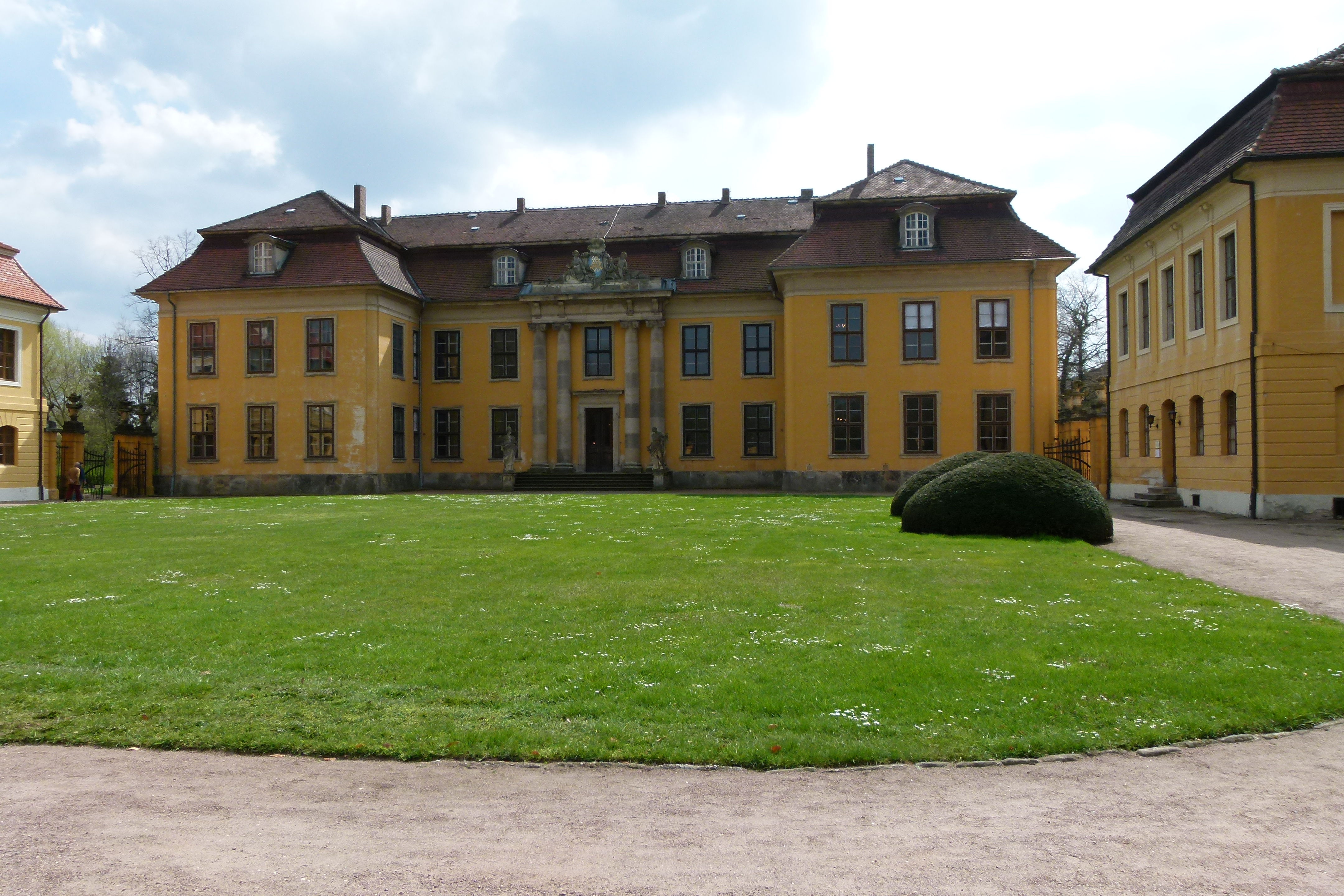
Schloss Mosigkau, Südansicht 2012

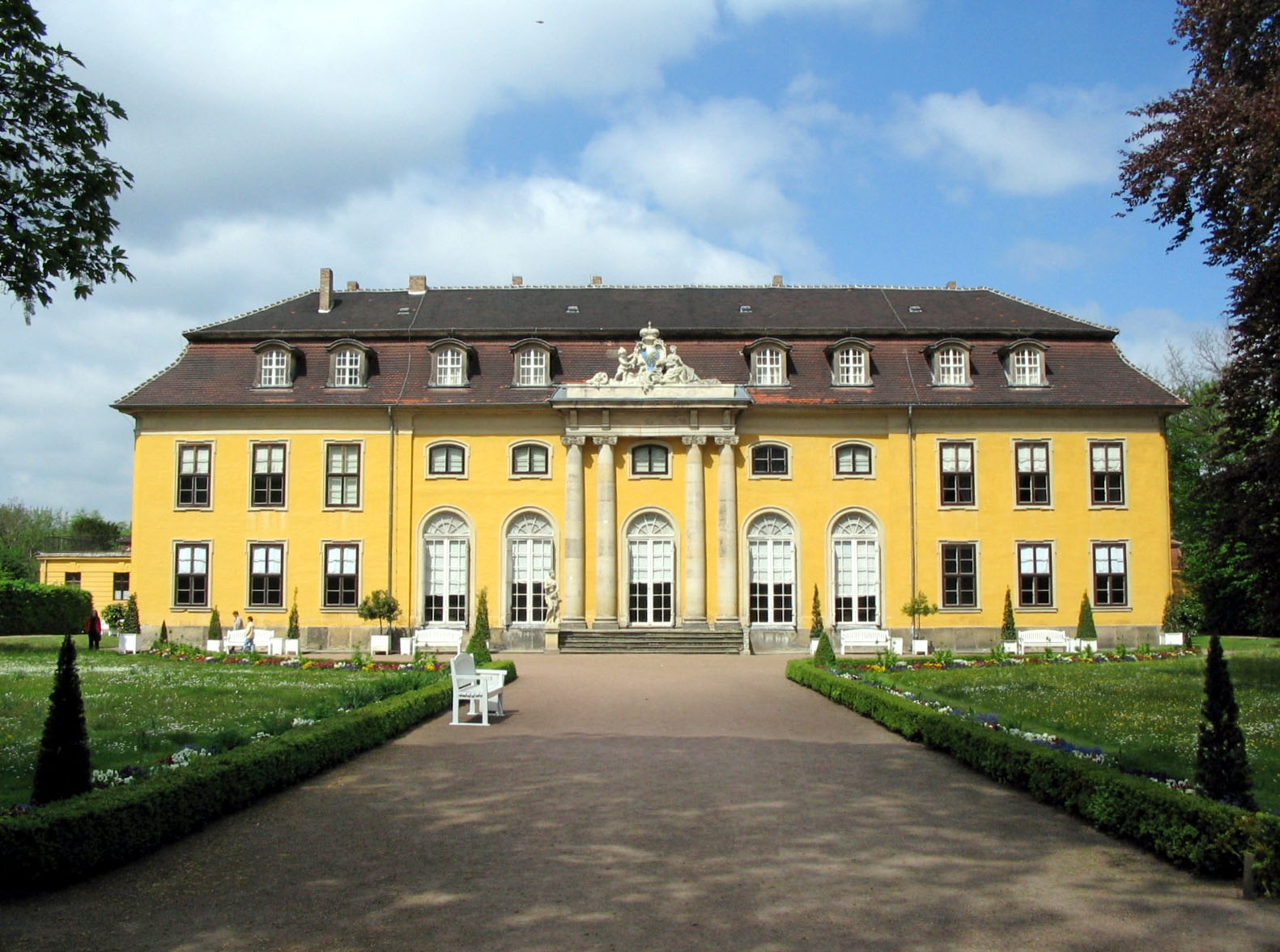
Gartenfront mit Galeriesaal

Schloss Mosigkau ist ein Schloss in Dessau-Roßlau in Sachsen-Anhalt. Es wurde als Rokoko-Schloss in den Jahren 1752 bis 1757 im Herzen des Dorfes Mosigkau, acht Kilometer südwestlich von Dessau, als Sommersitz erbaut. Es gehört zu den letzten noch ganz erhaltenen Rokokoensembles Mitteldeutschlands. Sein Park gehört zum UNESCO-Welterbe Gartenreich Dessau-Wörlitz. Im Museum Schloss Mosigkau und in der Orangerie finden regelmäßig Sonderausstellungen und Konzerte statt.

## Architektur und Entstehungsgeschichte

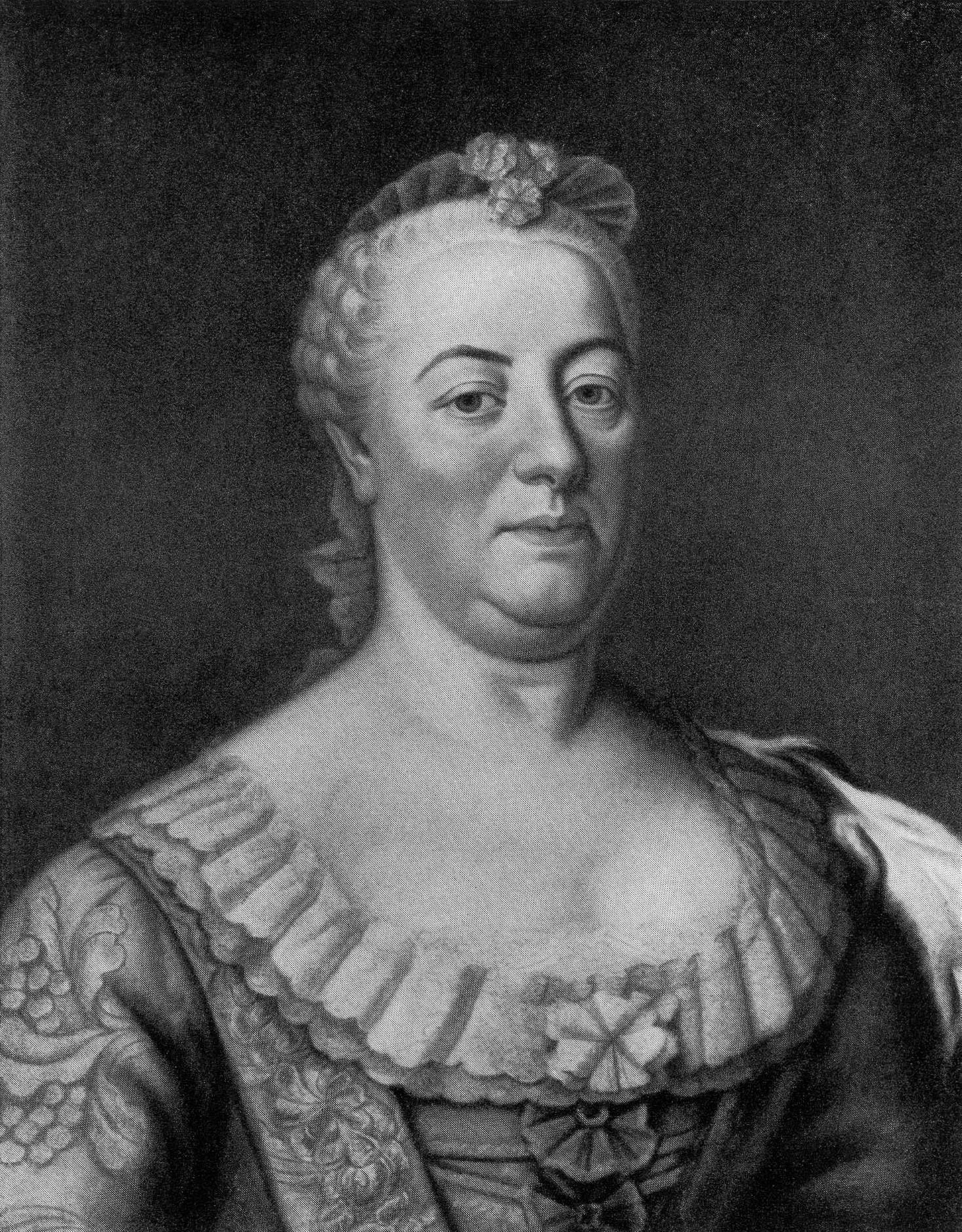
Christoph Friedrich Reinhold Lisiewsky, Prinzessin Anna Wilhelmine (1715–1780)

Durch die Schenkung von zwei Gütern 1742/43 und eine beachtliche Apanage ermöglichte Fürst Leopold I. von Anhalt-Dessau seiner unverheirateten Lieblingstochter Prinzessin Anna Wilhelmine aus der Verbindung mit der Dessauer Apothekerstochter Anneliese Föhse, die Errichtung der Schloss- und Gartenanlage.
Erste Entwürfe stammen vermutlich von dem Sanssouci-Architekten Georg Wenzeslaus von Knobelsdorff. Der eigentliche Baumeister war der Dessauer Hofbaumeister Christian Friedrich Damm, den Anna Wilhelmine 1752 mit der Errichtung des Sommersitzes beauftragte. Um den Ehrenhof liegen Corps de Logis, Kavaliershäuser und Wirtschaftsbauten.

## Innenausstattung und Galeriesaal

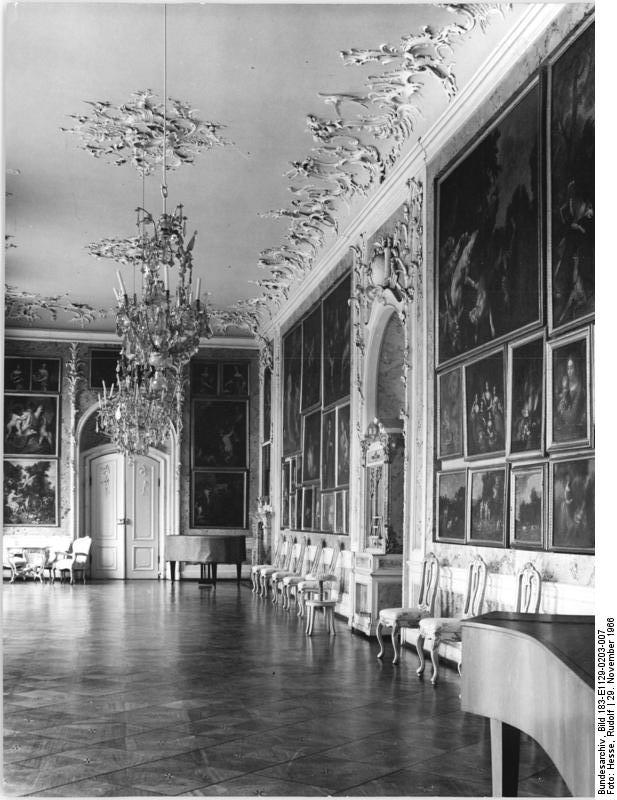
Großer Festsaal 1966

17 Räume sind teilweise im Originalzustand zu besichtigen. Im Vestibül des Corps de Logis ist eine zweiarmige Treppe, hier befindet sich der Gobelin Der Triumph der Kirche über den Götzendienst, nach einem Entwurf von Peter Paul Rubens um 1630 in einer Brüsseler Werkstatt gefertigt, und ursprünglich aus dem Stadtschloss in Dessau. Die Mitte der Gartenseite nimmt die Gemäldegalerie ein, aus der fünf große Glastüren in den Garten führen. Sie ist mit Stuckatur verziert und mit venezianischen Kristallkronen ausgestattet. Sie beherbergt in vertieften Wandfeldern teilweise durch Beschneidung oder Anstückelung angepasste Gemälde in der originalen barocken Hängung der Entstehungszeit überwiegend flämischer und niederländischer Meister des 17. Jahrhunderts aus der „Oranischen Erbschaft“. Die Wandfelder sind von Pilastern in grünem Stuckmarmor gerahmt. Zu den Werken gehören Zephyr und Flora von Peter Paul Rubens, Die Prinzen von Oranien von Anton van Dyck sowie Bilder von Jan Brueghel d. Ä., Jacob Jordaens, Hendrick Goltzius und Gerard van Honthorst.
Die Bilder stammen aus der Sammlung der Amalie zu Solms-Braunfels (1602–1675), Gemahlin des Statthalters der Niederlande Friedrich Heinrich von Oranien und Mutter der Henriette Catharina von Nassau-Oranien, welche die Erbschaft nach Dessau brachte und ihrem Sohn Leopold I. hinterließ. Andere Teile der Sammlung kamen ins Residenzschloss Dessau, ins Schloss Oranienbaum und ins Gotische Haus Wörlitz. Das Schloss enthält außerdem eine umfangreiche Sammlung von Bildnissen anhaltinischer Fürsten, darunter viele von Georg Lisiewski und Antoine Pesne. Zu beiden Seiten der Galerie befinden sich je zwei Kabinette in friderizianischem Rokoko, mit Silberranken auf blauem und gelbem Grund, Marmorkaminen, eingelassenen Bildern und Supraporten, einer chinesischen Tapete und eingelegten Möbeln.

## Lustgarten

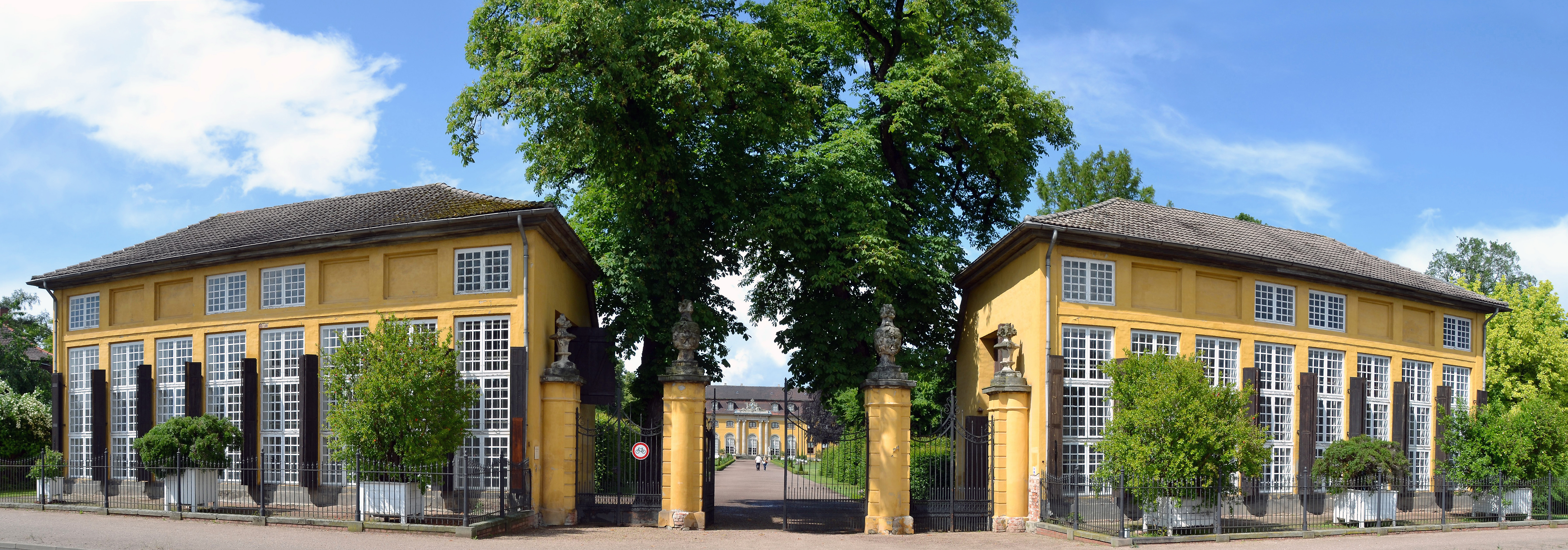
Schlosseinfahrt zwischen West- und Ostflügel der Orangerie

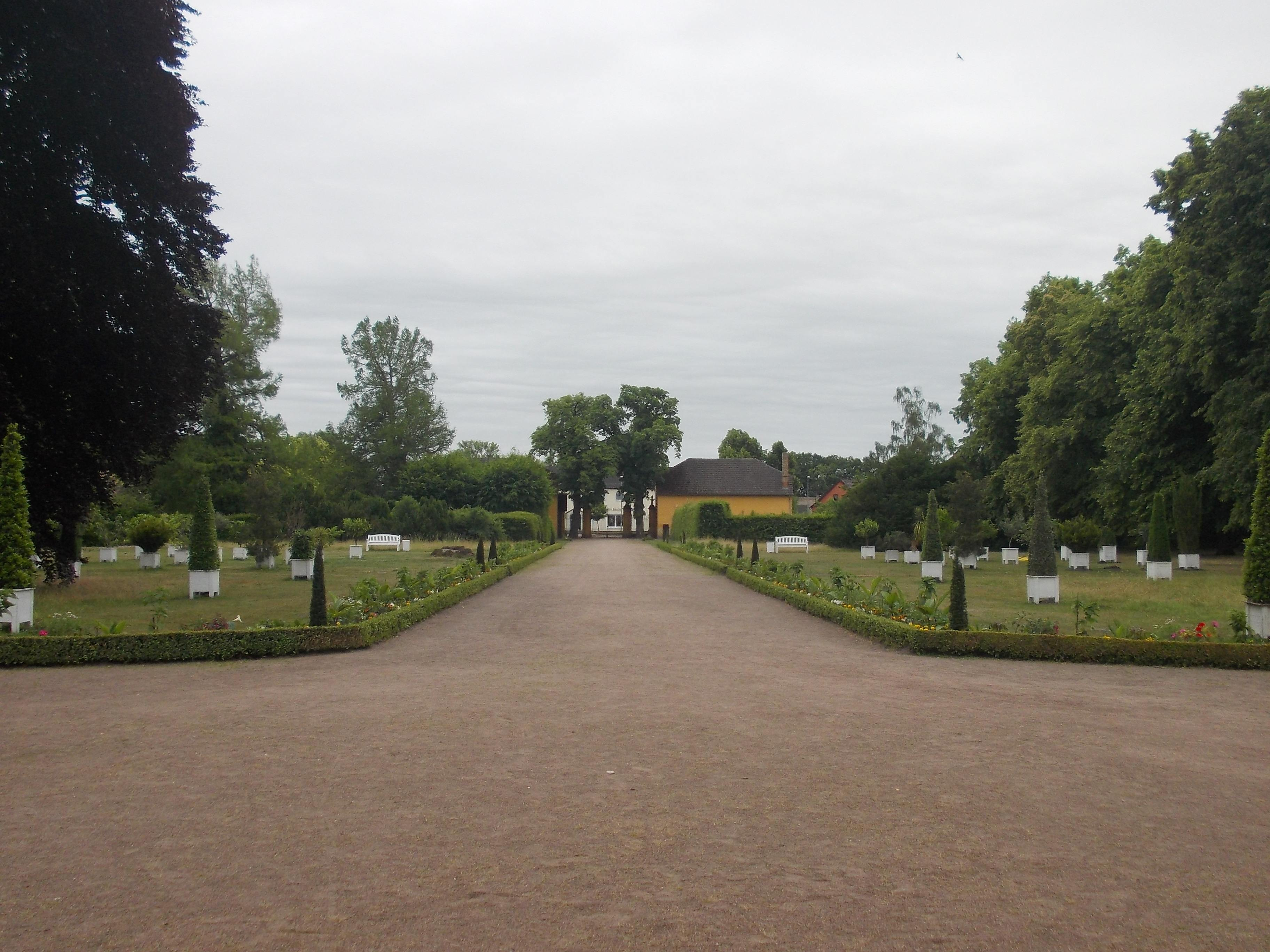
Gartenachse

Der Garten grenzt südlich an den Galeriesaal. In ihm befinden sich Heckenpartien mit der Kegelbahnlaube, ein Fischteich und ein Irrgarten. Anziehungspunkt des Rokokogartens ist die Orangerie am rückwärtigen Ausgang, zwei flankierende Bauten mit seltenen und teils jahrhundertealten Kübelpflanzen, die in den Sommermonaten den Hauptweg zu Schloss säumen. Die Statuen von Mars, Diana, Flora und eine Nymphe wurden 1951 aus dem Park des Herrenhauses Wust in den Park von Schloss Mosigkau gebracht.

## Geschichte
Nach dem Tode der Schlossherrin im Jahre 1780 wurde ihrer Verfügung entsprechend im Schloss ein Stift für adlige unverheiratete Frauen eingerichtet, das bis 1945 bestand. Am Gebäude, der Einrichtung und den Wohnräumen, die von den Stiftsdamen ständig bewohnt wurden, sind danach keine Veränderungen mehr vorgenommen worden, wodurch das Ensemble im Originalzustand erhalten blieb. Die Damen hatten sich mehrfach geweigert, die Mosigkauer Bilder an die Regierung in Dessau zu verkaufen, und so blieb der kulturhistorisch bedeutsame Bestand in seinem ursprünglichen Zusammenhang erhalten.
Walther Pflug arbeitete ab Sommer 1945 an der Rettung und Wiederherstellung des Mosigkauer Schlosses. Vom Präsidenten des Landes Sachsen-Anhalt wurde er 1947 als Kurator des Schlosses eingesetzt und war erster Direktor des Mosigkauer Schlosses von 1951 bis 1954. Ab 1951 wurde das Schloss Museum für die Wohnkultur des Rokoko.

## Gemälde

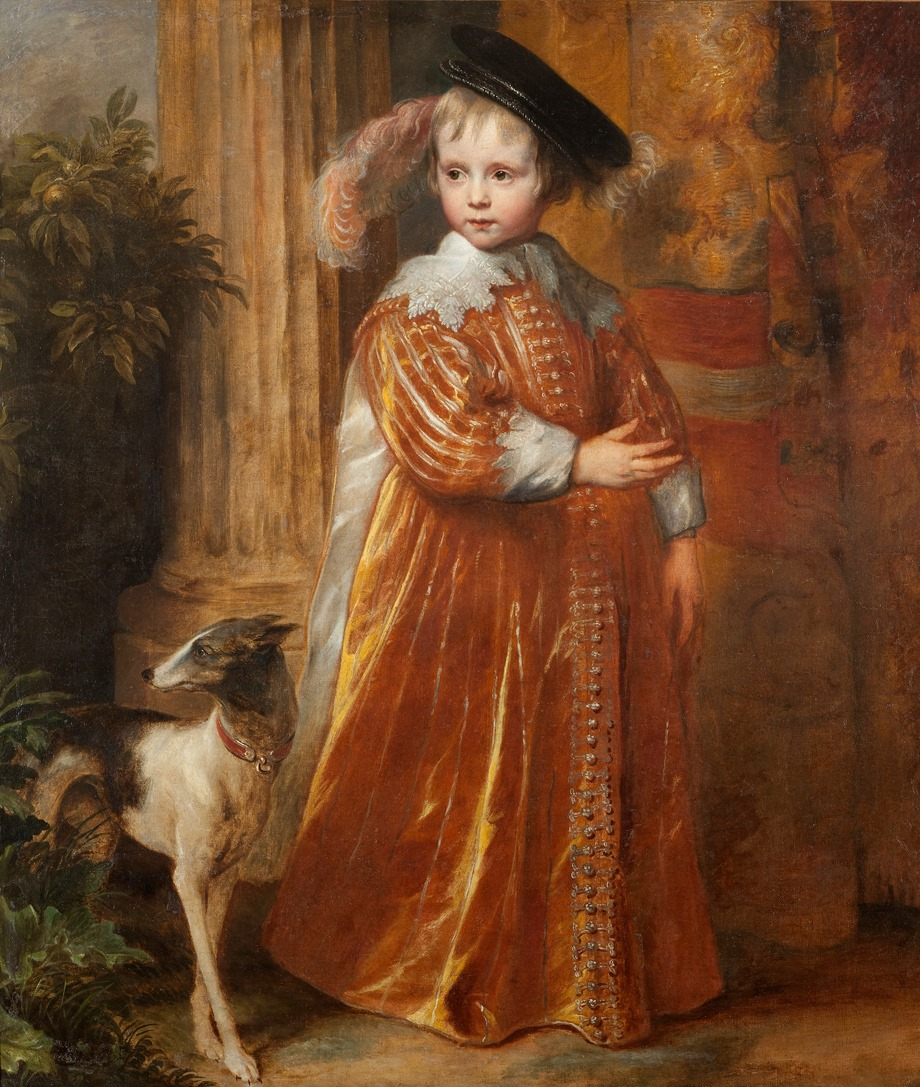
Wilhelm II. von Nassau-Oranien als Kind (Anton van Dyck)
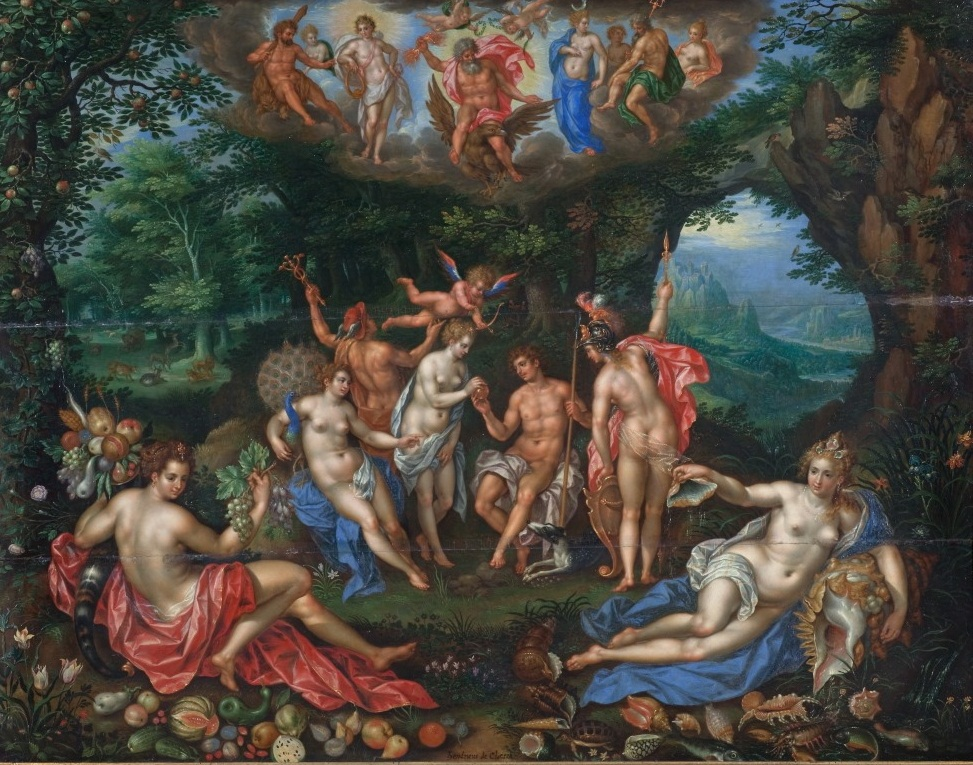
Das Urteil des Paris (Jan Brueghel d. Ä. und de Clerck)
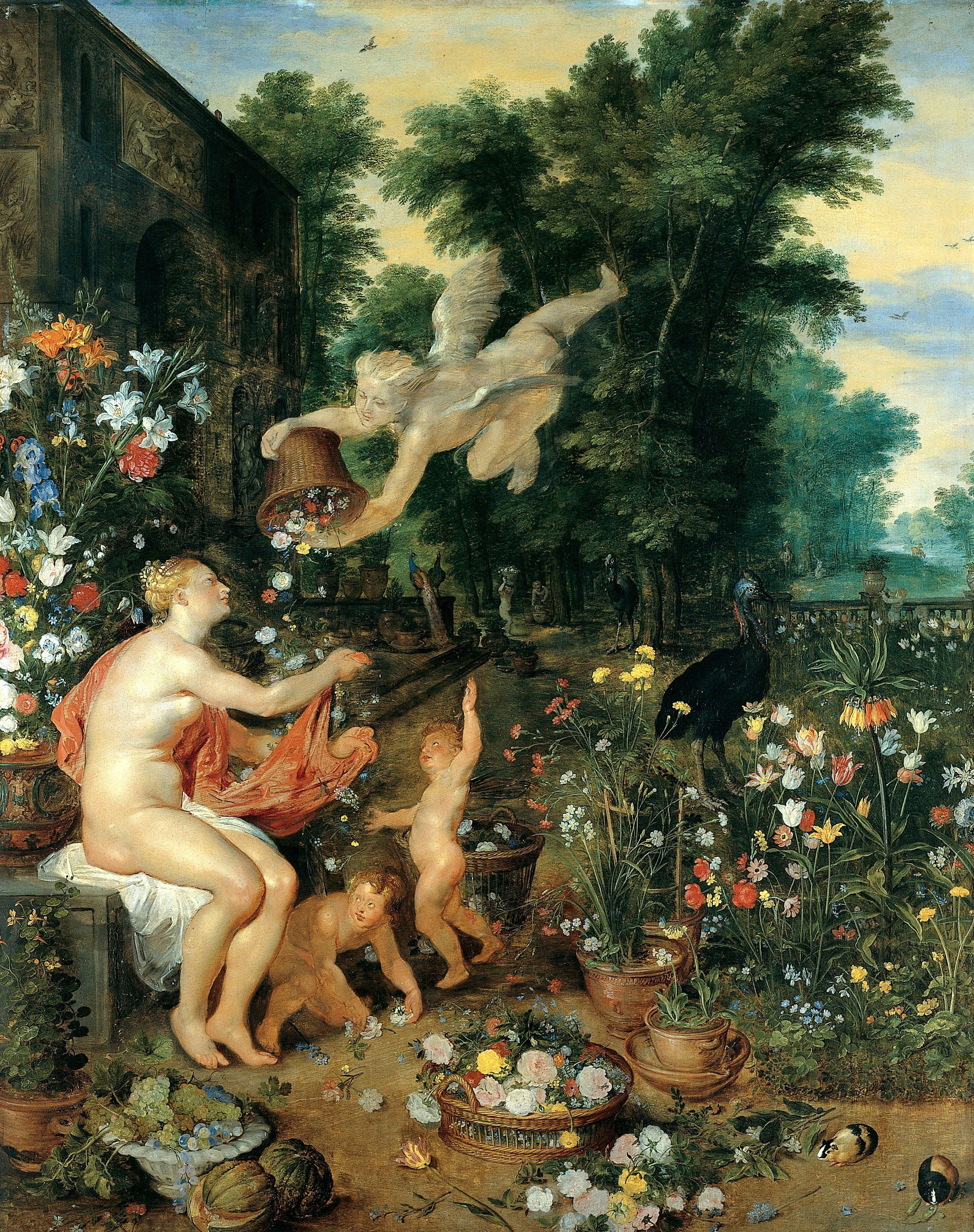
Flora und Zephirus (Jan Brueghel d. Ä. und Peter Paul Rubens)
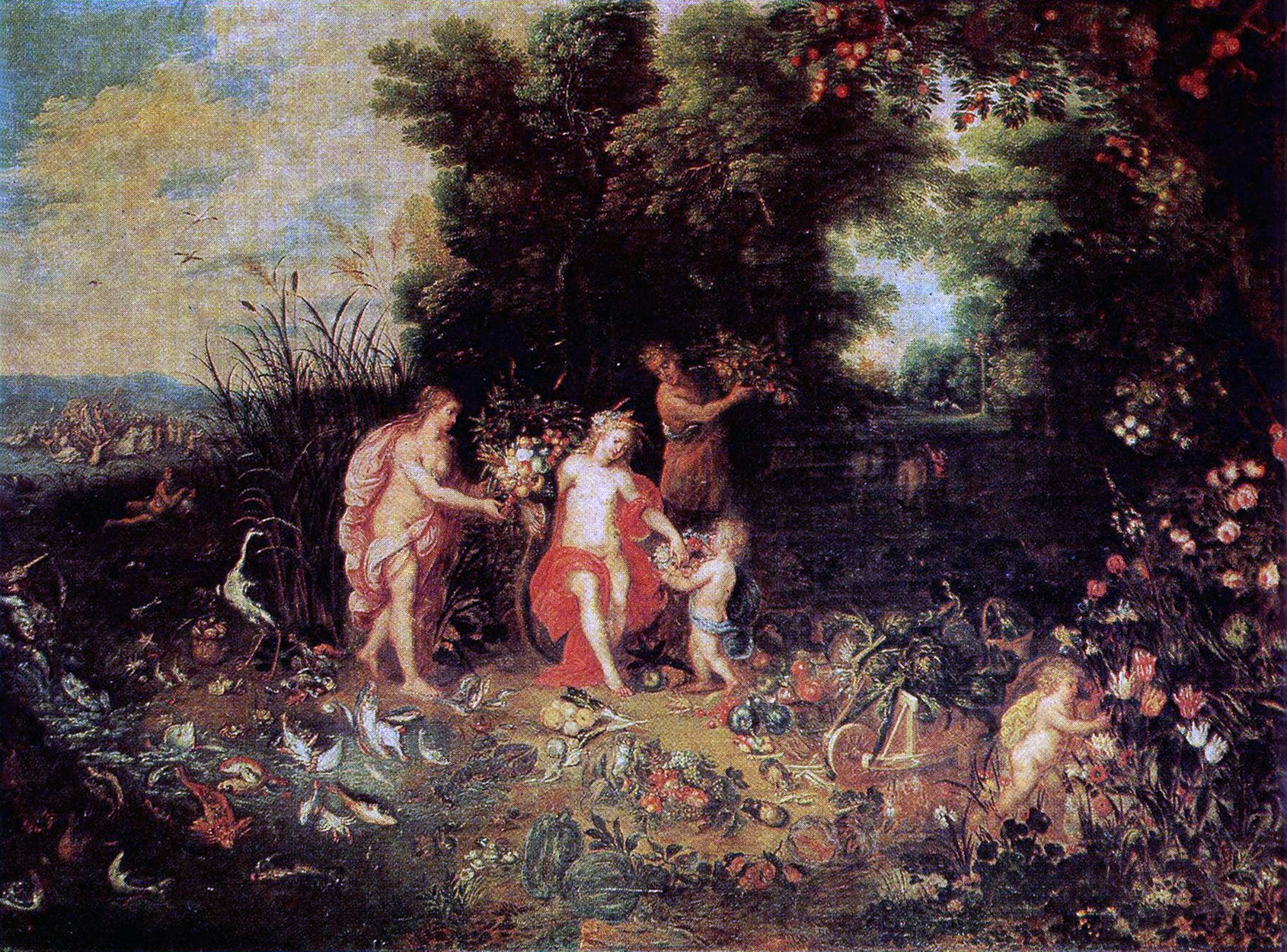
Ceres und Amphitre (Jan Brueghel d. Ä. und Hendrik van Balen)
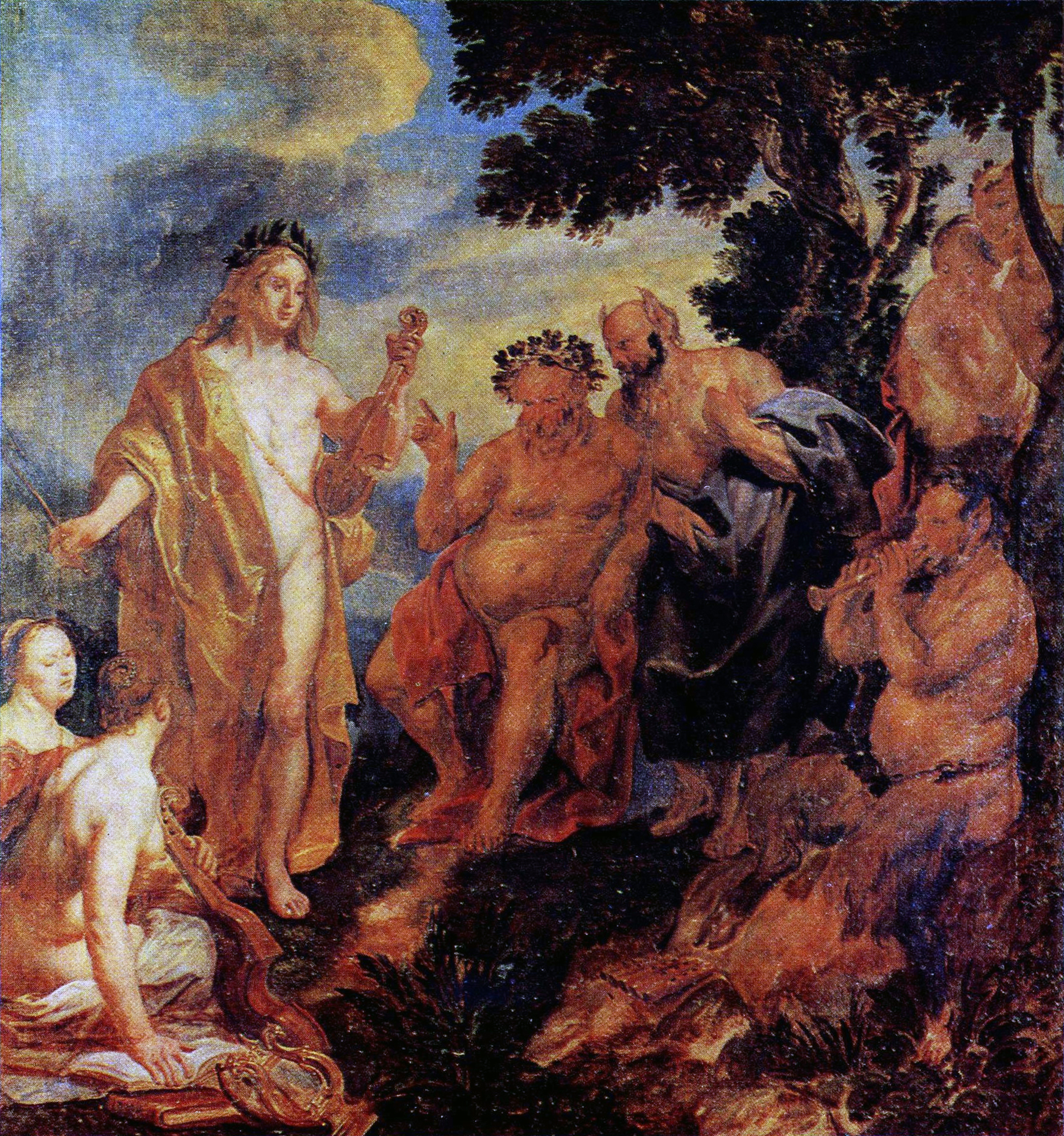
Der Wettstreit zwischen Apollo und Pan (Jacob Jordaens)
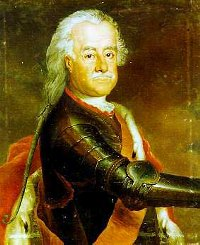
Fürst Leopold I. von Anhalt-Dessau (Georg Lisiewski)

## Sonstiges
Der Hauptgürtelasteroid (39405) Mosigkau wurde nach dem Schloss benannt.

## Dokumentarfilm
- 1970: Spaß im Schloß (DEFA-Dokumentarfilm, Regie: Uwe Belz)[2]